# Oakhurst (Texas)
Oakhurst is een plaats (city) in de Amerikaanse staat Texas, en valt bestuurlijk gezien onder San Jacinto County.

## Demografie
Bij de volkstelling in 2000 werd het aantal inwoners vastgesteld op 230.

## Geografie
Volgens het United States Census Bureau beslaat de plaats een oppervlakte van
4,1 km², geheel bestaande uit land. Oakhurst ligt op ongeveer 117 m boven zeeniveau.

## Plaatsen in de nabije omgeving
De onderstaande figuur toont nabijgelegen plaatsen in een straal van 24 km rond Oakhurst.